# 东方出版中心
东方出版中心，是位于中华人民共和国上海市的出版社，隶属于中国出版传媒股份有限公司，成立于1978年11月18日。
前身为隶属于国家新闻出版总署的中国大百科全书出版社上海分社，并曾管辖知识出版社等副牌。1995年，更名为东方出版中心。